# Deuna
Deuna ist ein Ortsteil der Gemeinde Niederorschel im thüringischen Landkreis Eichsfeld.

## Geschichte
Erste urkundliche Erwähnung fand Deuna im Jahre 1162, als der Mainzer Erzbischof Konrad I. von Wittelsbach dem Kloster Gerode mehrere Güter in Deuna schenkte. Der Ort gehörte der im benachbarten Rüdigershagen lebenden Familie vom Hagen als Mainzer Lehen. Nach der Zerstörung ihres Wohnsitzes 1315 zogen sie in die Wasserburg Deuna. 1515 wohnte auch Martin Luther auf der Burg. Diese wurde 1525 von Bauern gestürmt und abgebrannt. Die Reichsfreiherren vom Hagen baute sie 1540 wieder auf. Bis 1896 blieb Deuna Eigentum der Grafen vom Hagen. Eine Seitenlinie war dann bis zur Enteignung nach 1945 Besitzer. Jetzt befindet sich ein Altersheim im Anwesen.
Im Zuge der Säkularisation im Jahre 1802 kam Deuna an Preußen. 1807 bis 1813 lag der Ort im Königreich Westphalen, um ab 1813 wieder zum preußischen Landkreis Worbis zu gehören.
Das Dorf Deuna zählte um 1840 laut einer statistischen Untersuchung 1068 katholische und 14 evangelische Einwohner. Das Patronat über die Katholische Kirche übte die Adelsfamilie  Graf vom Hagen aus. Diese besaßen im Ort 2 Rittergüter, auch eine Schäferei. Weiterhin zählte Deuna 179 Wohnhäuser, 263 Stallungen und Scheunen, drei Krüge und Schenken und vier Gemeindehäuser. Die Schule besuchten schulpflichtige 113 Knaben und 100 Mädchen. In Deuna betrieb man zu dieser Zeit überwiegend handwerkliche Leinenweberei und Textilfertigung, 134 Leinwebstühle wurden verzeichnet, auch ein Strumpfwebstuhl. Als sonstige Gewerbe- und Handwerksbetriebe nennt die Übersicht zwei Tischler, drei Schneider, vier Schuhmacher, ein Böttcher, ein Glaser, zwei Grobschmiede, drei Schlächter, 23 Knechte und 24 Mägde. Es gab eine Bierbrauerei, eine Essigbrauerei. Vier Lebensmittelhändler (Victualienhändler) und drei Schankwirte versorgten die Lebensmittel. Der gesamte Viehbestand umfasste 75 Pferde, 282 Rinder, 815 Schafe, 65 Ziegen und 203 Schweine. Die Dorfflur umfasste 4820 Morgen Fläche, die landwirtschaftliche Nutzfläche umfasste davon 3433 Morgen Ackerland, 37 Morgen Gartenland, 30 Morgen Weiden, 108 Morgen Wiesen. Ferner wurden zwei Teiche, 1185 Morgen Privatwald und 18 Morgen Brachland genannt. Der Ertrag aus Obstanbau und Bienenzucht wurde als gering bewertet.
Der römisch-katholische Pfarrer Gustav Vogt feierte mit polnischen Zwangsarbeitern 1940 unerlaubt Gottesdienst, weshalb er wegen „Heimtücke“ zu Gefängnishaft verurteilt und anschließend in das KZ Dachau überstellt wurde, wo er an den Folgen von Folter und Hunger starb. Eine Gedenktafel an seiner Kirche und eine Straße des Ortes erinnern an ihn. Mindestens 14 Frauen und Männer aus Polen und der Ukraine mussten bei Bauern und in der Schäfereigenossenschaft Zwangsarbeit leisten.
Die zuvor selbständige Gemeinde Deuna wurde am 1. Januar 2019 nach Niederorschel eingegliedert. Sie gehörte zur Verwaltungsgemeinschaft Eichsfelder Kessel. Ab dem 31. Dezember 2013 gehörte Vollenborn als Ortsteil zur Gemeinde.

### Namensherkunft
Der Name verweist vermutlich auf einen "Ort am Dün". 1162 heißt es Dunede, das mittelniederdeutsche dune bedeutet geschwollen oder aufgeschwollenes im Gelände. Die Namensendung -ede beruht auf -idi und meint eine Stellenbezeichnung und verweist auf eine alte Besiedlungszeit.

### Einwohnerentwicklung
Entwicklung der Einwohnerzahl (31. Dezember):
| - 1994: 1127 - 1995: 1130 - 1996: 1125 - 1997: 1122 - 1998: 1126 | - 1999: 1120 - 2000: 1112 - 2001: 1126 - 2002: 1126 - 2003: 1120 | - 2004: 1088 - 2005: 1061 - 2006: 1039 - 2007: 1012 - 2008: 0999 | - 2009: 0985 - 2010: 0960 - 2011: 0950 - 2012: 0931 - 2013: 1168 | - 2014: 1175 - 2015: 1176 - 2016: 1156 - 2017: 1157 |

Datenquelle: Thüringer Landesamt für Statistik

## Wappen
Blasonierung: „Gespalten mit einer flachen aufsteigenden Spitze; rechts in Rot ein silbernes sechsspeichiges Rad (Mainzer Rad); links in Grün ein auf einem silbernen wachsenden Doppelsockel stehendes silbernes Passionskreuz; in der Spitze in Silber ein erniedrigter gewellter blauer Schildfuß, darüber eine schwarze Wasserburg mit silbernen Fenstern.“

## Religion
Deuna ist Sitz der katholischen Filialgemeinde „St. Peter und Paul“, welche zur Pfarrei „St. Marien“ in Niederorschel gehört.

## Wirtschaft

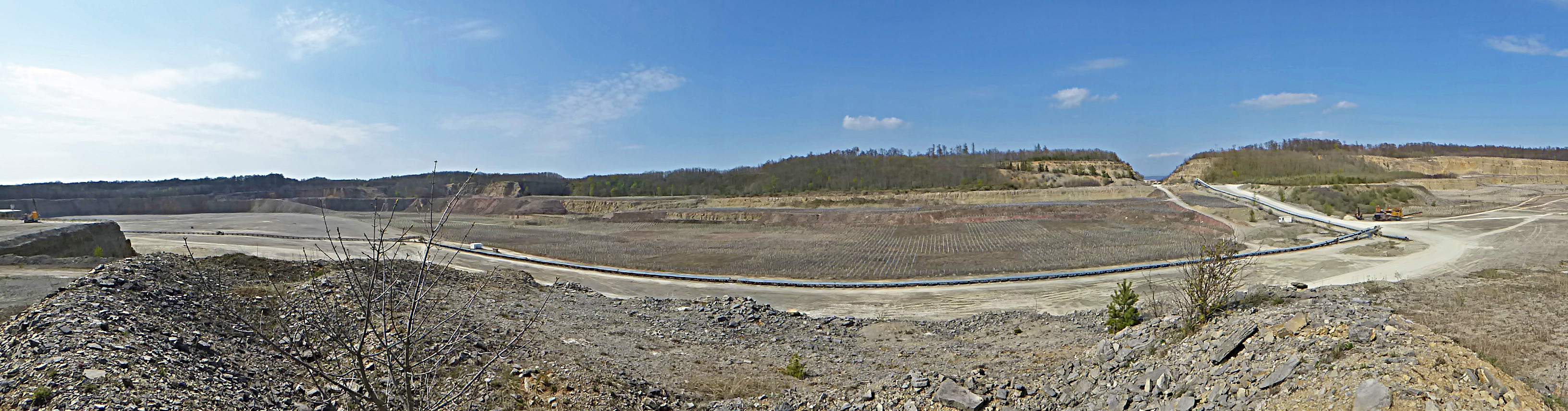
Tagebau des Zementwerkes

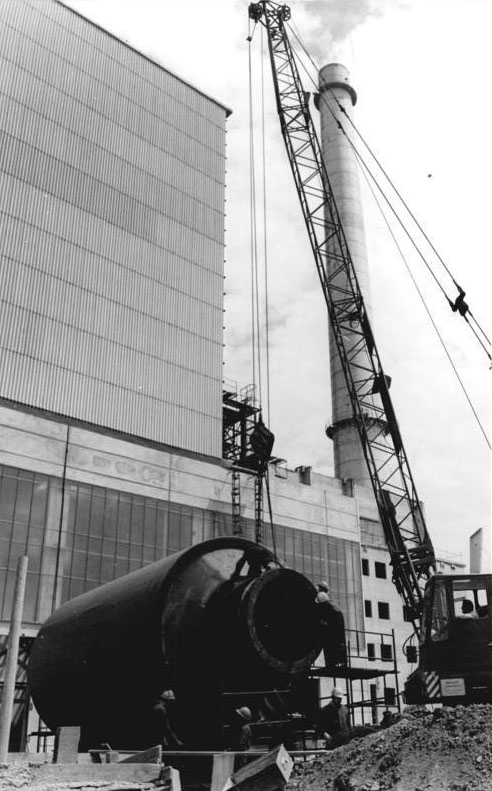
Bau des Zementwerks Deuna (1974)

### Zementwerk Deuna
Nach fünf Jahren der Bauplanung war Baubeginn im Jahre 1968. Das Zementwerk wurde 1975 als VEB Eichsfelder Zementwerk Deuna (kurz EZW) in Betrieb genommen und war Teil des Zementkombinats. 1988 wurden im Zementwerk ungefähr 2,9 Millionen Tonnen Zementklinker und 2,8 Millionen Tonnen Zement erzeugt. Seit 1991 gehört es als Deuna Zement GmbH dem Zementhersteller Dyckerhoff. Mit etwa 200 Mitarbeitern ist der Betrieb der wichtigste Arbeitgeber des Ortes und ein bedeutender des Landkreises Eichsfeld. Zum Betrieb gehört ein eigener Steinbruch auf dem Kamm des Dün und eine eigene Werksbahn mit 24 km Gleisen. Der Anschluss an das Bahnnetz erfolgt über die Bahnstrecke Bernterode–Deuna. Das Zementwerk in Deuna ist eines von sieben Werken, die zur Dyckerhoff-Gruppe gehören.

### Weitere Unternehmen
Im Umfeld des Zementwerkes haben sich weitere Unternehmen angesiedelt, unter anderem die Spedition Werner Ruploh GmbH & Co. KG. Außerdem besitzt Deuna kleinere Handwerksbetriebe. Neben der traditionellen Landwirtschaft war früher die Hausweberei ein bedeutender Erwerbszweig der hiesigen Bevölkerung.
Die Firma Umweltdienste Bohn baut zurzeit eine SBS-Aufbereitungsanlage, die im Februar 2018 in Betrieb gehen soll.

### Bildung
In Deuna befinden sich ein berufliches Aus- und Weiterbildungszentrum, der Katholische Kindergarten und die Staatliche Grundschule.

## Kultur und Sehenswürdigkeiten
Deuna war am 6. bis 8. Juli 2001 Gastgeber des 5. Thüringer Landestrachtenfestes. Der Ort feierte am 8. Juli 2012 sein 850-jähriges Bestehen mit einem großen Festumzug. An diesem nahm auch Thüringens Ministerpräsidentin Christine Lieberknecht (CDU) teil.

### Sehenswürdigkeiten
Zu den Sehenswürdigkeiten des Ortes zählen:
- die Wasserburg Deuna, im Ort nur das Schloss genannt, dies ist eine kompakte, kastellartige, dreiflüglige Anlage und verfügt noch über drei Ecktürme
- das Vorderschloss oder der Vorderhof
- die Deunaer katholische Kirche St. Peter und Paul befindet sich etwa einhundert Meter westlich vom Schloss in der Ortslage (Baujahr 1687)
- Heimatstube: über eine kleine Sammlung orts- und volkskundlicher Exponate verfügt die Heimatstube Deuna in der Hauptstraße 32.

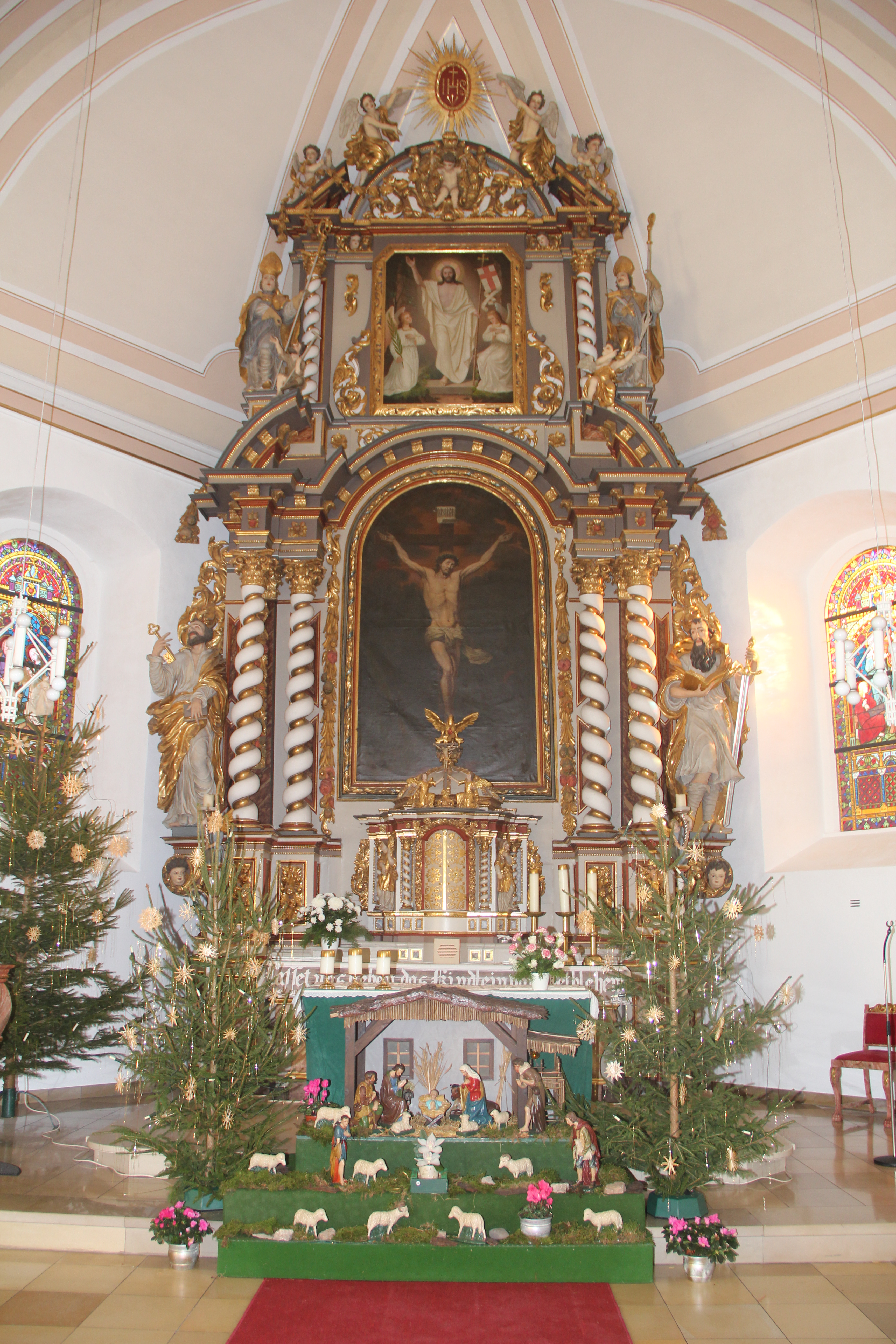
Hochaltar der Kirche St. Peter und Paul in Deuna

Unübersehbar sind die Industrieanlagen des Zementwerkes und der südlich vor dem Ort befindliche Steinbruch, welcher die erforderlichen Kalksteinmassen zur Zementproduktion liefert.
Vom südwestlichen Rand der Gemeinde führt ein Stationsweg zum Dünkreuz Deuna, auch als „St. Josef-Heinrich-Kreuz“ bezeichnet. Neben diesem Kreuz befindet sich ein Lindenbaum von beträchtlicher Größe und eine Andachtskapelle. Im nordwestlichen Vorland von Deuna wurde der etwa 9 Hektar große Ahlenbachstausee angelegt.

## Bedeutende Bürger
- Joseph Brodmann (1763–1848), bedeutender Hammerklavierbauer in Wien
- Gustav Vogt (1890–1942), Pfarrer des Ortes, der sich mit polnischen Zwangsarbeitern solidarisierte, dafür verfolgt wurde und im KZ Dachau ums Leben kam.
- Josef Pfeiffer (1927–2013), Pfarrer des Ortes (1971–1993), der volkstümlich und beliebt war; liegt auf dem Friedhof in Deuna beerdigt.
- Elisabeth Vaterodt OCist (geb. am 2. Februar 1956, in Deuna), war von 2016  bis 2025 die 56. Äbtissin des Klosters St. Marienthal bei Ostritz.